# Royal Mile

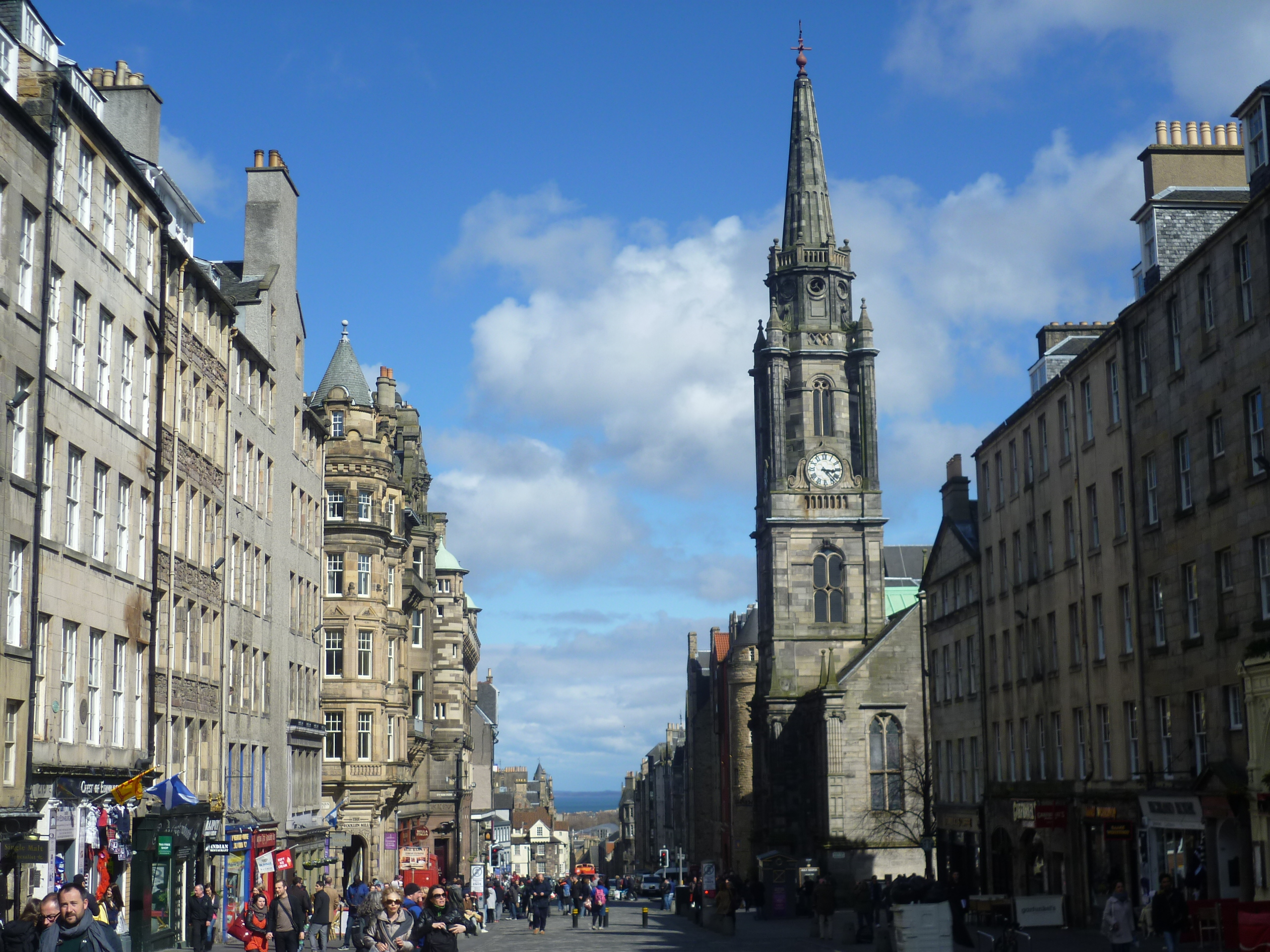
Blick in östlicher Richtung auf der Royal Mile die Tron Kirk

Die Royal Mile ist eine Abfolge zentral gelegener Straßen in der Old Town in der schottischen Hauptstadt Edinburgh, die vom Edinburgh Castle zum Holyrood Palace führt und tatsächlich circa eine schottische Meile lang ist.  Diese passiert auch das Gebäude des schottischen Parlaments und wird zugleich regelmäßig für Paraden und Festzüge genutzt.
Die Royal Mile wird von Einheimischen auch als High Street bezeichnet, der Name einer ihrer Straßen; die weiteren Straßen sind: Castle Esplanade, Castlehill, Lawnmarket, Canongate und Abbey Strand.
Zusammen mit der Princes Street in der New Town ist die Royal Mile zweifellos die meistfrequentierte touristische Straße in Edinburgh.